# Treidelbahn

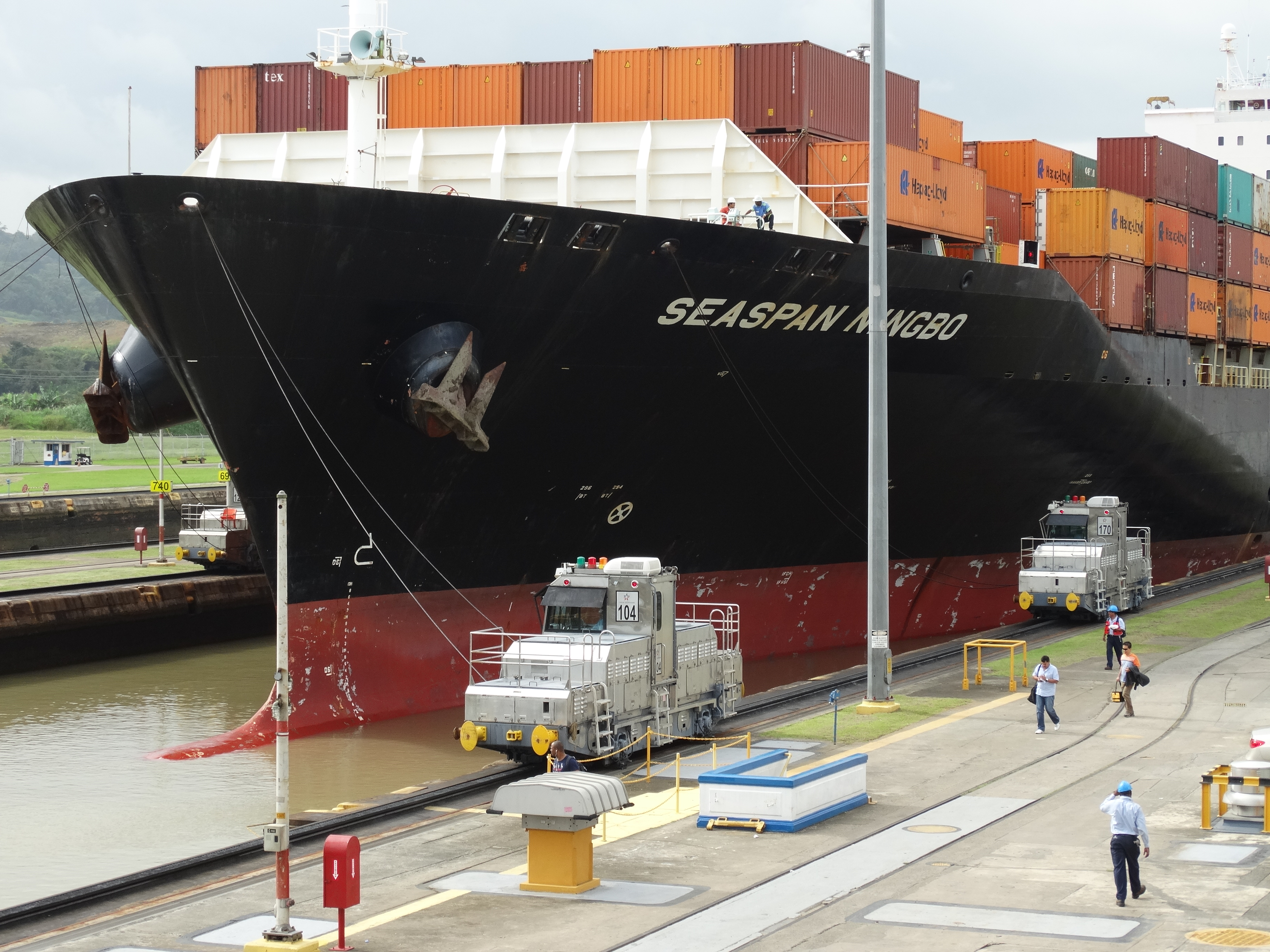
Treidelbahn am Panamakanal

Eine Treidelbahn ist ein meist schienengebundenes System zum Ziehen von Schiffen auf Wasserwegen. Der Vorgang des Treidelns wird von speziellen Treidellokomotiven übernommen, die mit Einrichtungen ausgestattet sind, um das Schiff zu ziehen. Die Technik wurde vor allem im 19. Jahrhundert genutzt, als es noch keine geeignete Antriebssysteme gab, um Last- oder Fahrgastschiffe kostengünstig auf den Wasserstraßen zu bewegen. Heute ist vor allem die Treidelbahn an den Schleusen des Panamakanals bekannt. 

## Geschichte

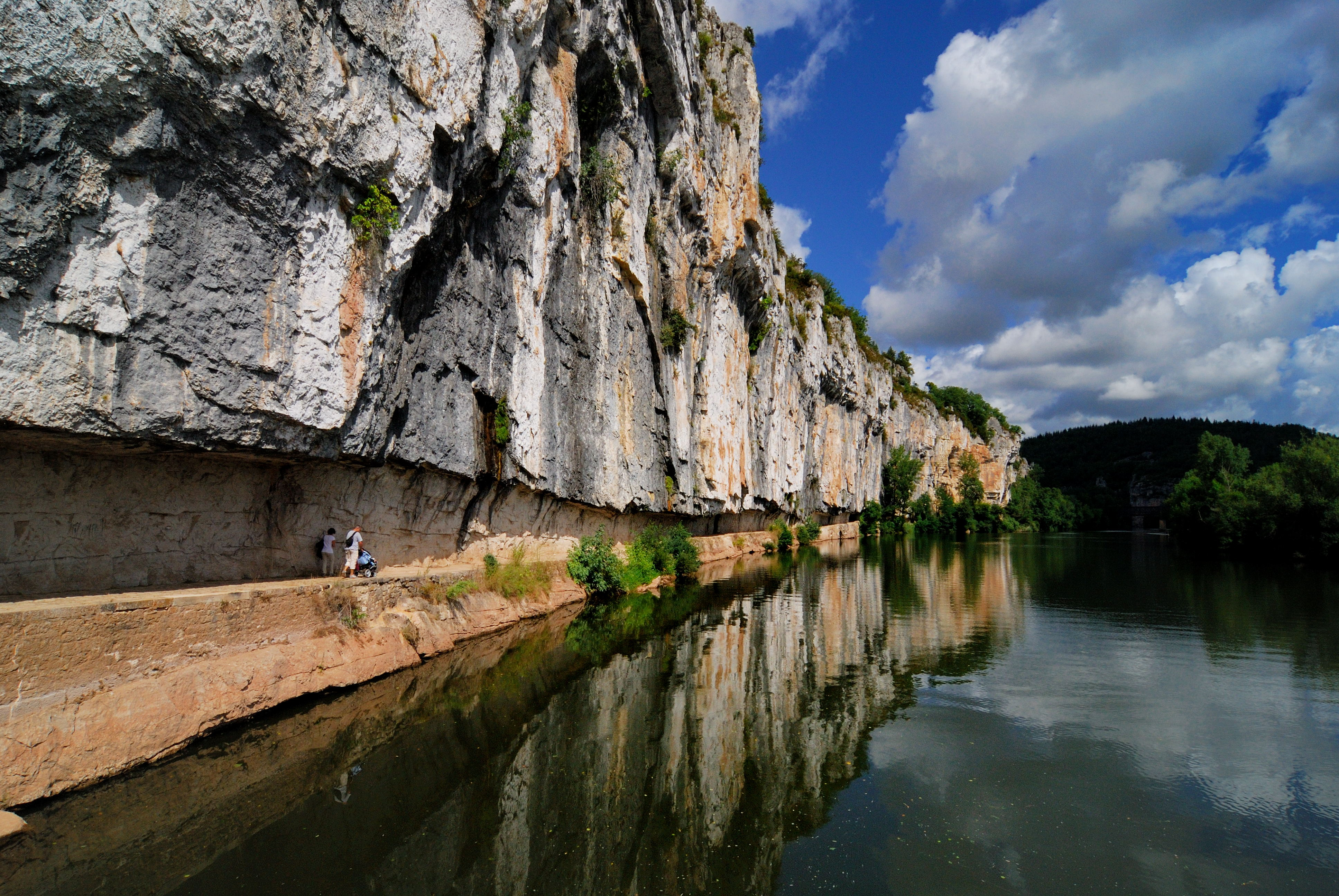
In den Felsen gemeißelter Leinpfad bei Bouziès am Lot

Das Treideln von Schiffen erfolgte zunächst stromauf durch Menschenkraft oder Zugtiere. Am Rhein ist es seit dem 8. Jahrhundert belegt. Mit dem Bau von Kanälen wurde das Treideln auch längs dieser künstlich geschaffenen Wasserwege und an deren Schleusen und Tunneln erforderlich. Meist beidseitig wurden Wege angelegt, die als Treidel- oder Leinpfade bezeichnet werden.

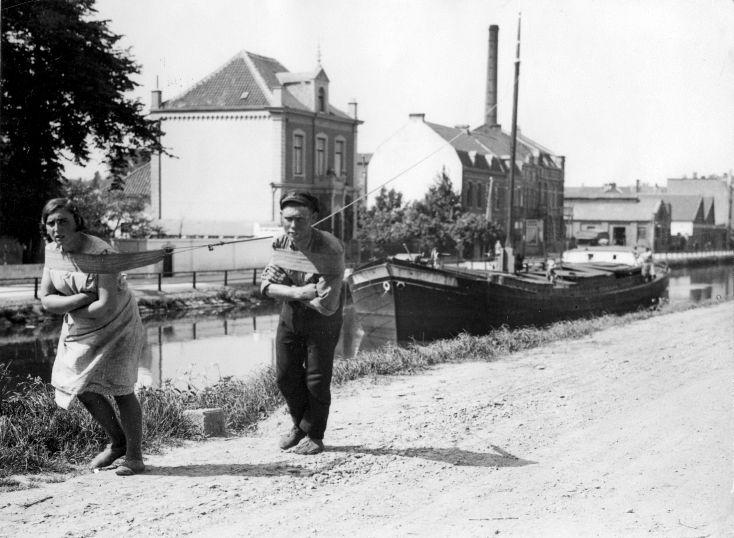
Treideln durch Menschenkraft in den Niederlanden, 1931
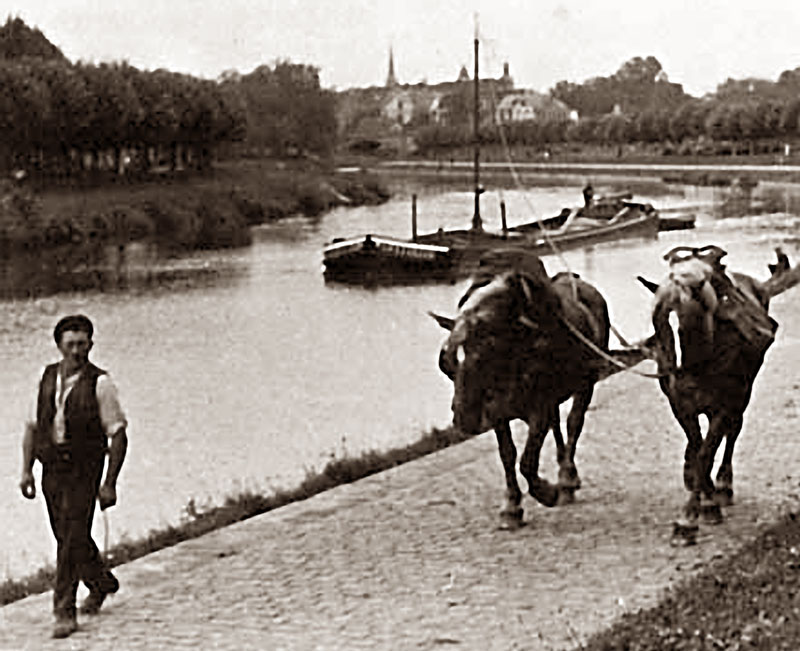
Treideln mit Zugpferden auf einem Leinpfad am Finowkanal, um 1890

Mit der Erfindung der Dampfmaschine und dem Aufkommen von Dampflokomotiven begann vielerorts der Ersatz des bisherigen Verfahrens durch mechanische Antriebe. Während stationäre Anlagen Schiffe nur über begrenzte Strecken ziehen konnten, beförderten Schleppschiffe und Lokomotiven die Boote über größere Entfernungen hinweg.
Die Treidellokomotiven liefen auf Gleisen, die auf den Leinpfaden verlegt wurden. Erste Treidelloks wurden 1873 am französischen Canal de Bourgogne eingesetzt. Sie waren mit einer Dampfmaschine ausgerüstet und liefen nur einseitig auf einer Schiene, die andere Seite hingegen ähnlich den Lokomobilen auf einem Fahrweg. Später wurden zum Ziehen der Schiffe auf schmalspurigen Gleisen laufende kleine Dampflokomotiven eingesetzt. Elektrolokomotiven kamen ab Ende des 19. Jh. zum Einsatz.
Die Treidelbahn an den Schleusen des Panamakanal nahm 1914 den Betrieb auf und dient dazu, die Schiffe in der Schleusenkammer präzise zu positionieren sowie deren Fahrt vor den Schleusentoren abzubremsen, wodurch eine schnelle Passage der Schiffe durch die Schleusen ermöglicht wird.
1916 wurde eine regelspurige Treidelbahn am Eisernen Tor am serbischen Ufer der Donau eingerichtet. Sie wurde von der deutschen Reserve-Eisenbahn-Baukompanie Nr. 25 aufgebaut, war abschnittsweise zweigleisig und wurde anfangs mit Eisenbahn-Tenderlokomotiven preußischer Bauarten betrieben.

### Deutschland
1890 lief am Oder-Spree-Kanal eine zweiachsige Dampflok auf 900 mm breiten Gleisen, die mit bis zu sieben gezogenen Kähnen eine Treidelgeschwindigkeit von 7 km/h erreichte. 
Zwischen 1898 und 1901 wurde am Finowkanal eine entsprechende elektrische Treidellok von Siemens getestet. Obwohl sich die von Carl Köttgen entwickelte Maschine bewährt hatte, entschied man sich nach dem Ende der Versuche gegen dieses System.
Für die 1914 eröffnete Schleusentreppe Niederfinow bauten die Siemens-Schuckertwerke 1913 acht 12 t schwere Maschinen, die auf Meterspurgleisen liefen. Eine dieser Loks ist als Denkmal am Schiffshebewerk Niederfinow erhalten.

Von Carl Köttgen entwickelte elektrische Treidellok mit nur einer Schiene am Finowkanal
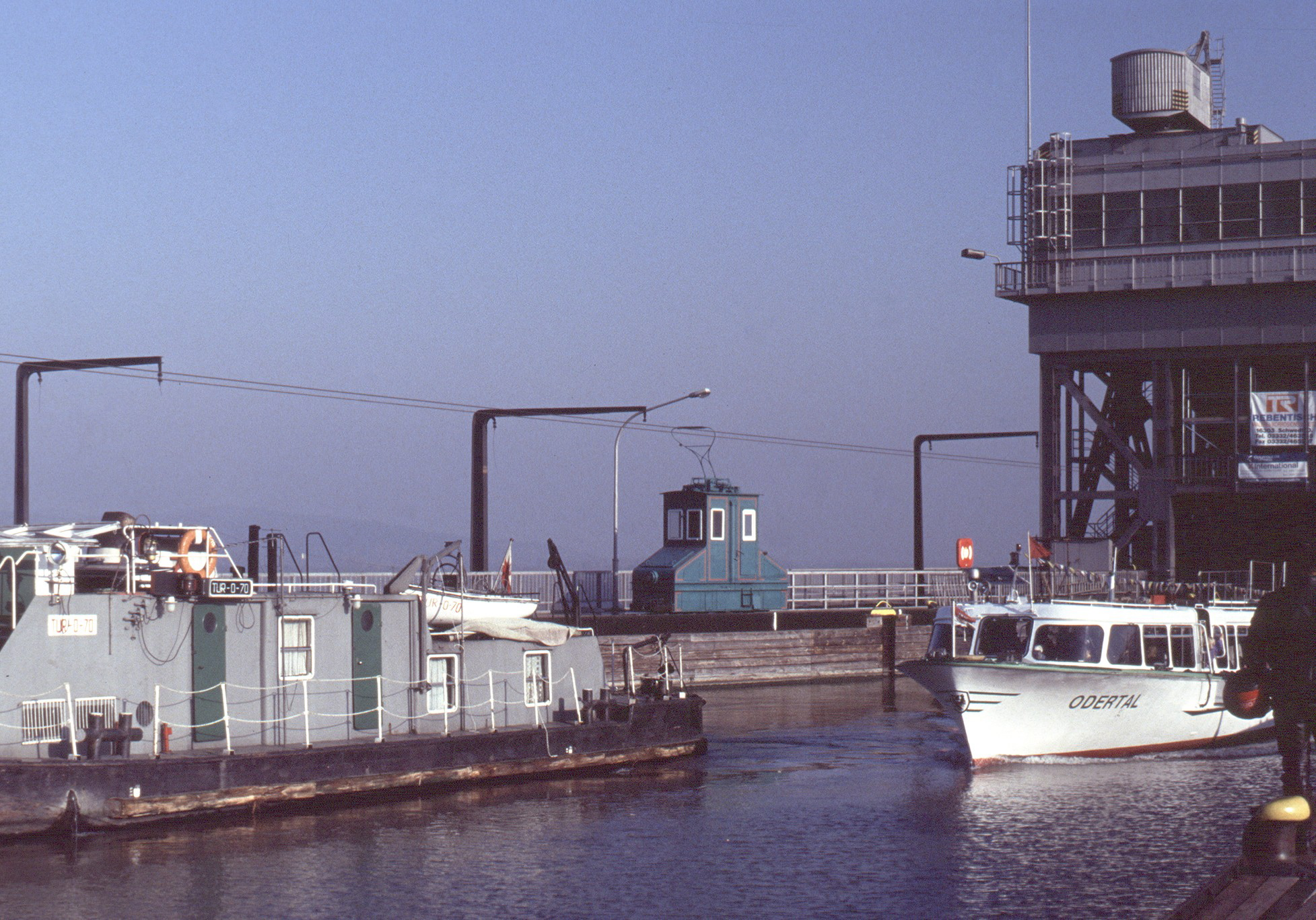
Elektrische Treidellokomotive von Siemens als Denkmal am Schiffshebewerk Niederfinow

### Frankreich
Vor allem in Frankreich, wo im 18. und 19. Jahrhundert zahlreiche schiffbare Kanäle entstanden waren, wurden Treidelbahnen gebaut. Eine erste Treidelbahn wurden 1873 am Canal de Bourgogne angelegt, die mit dampfbetriebenen Zugmaschinen arbeitete. Anstelle schienengebundener Fahrzeuge wurden in Frankreich von 1896 bis 1904 zum Treideln auch Cheval électrique (deutsch ‚elektrisches Pferd‘) genannte elektrisch betriebene Traktoren verwendet. 1904 wurde eine erste elektrische Treidellokomotive vorgestellt, 1907 zwischen Béthune und dem Bassin rond auf 80 Kilometer Länge der elektrische Treidelbetrieb konzessioniert. 
1911 gab es Versuche mit einer Zugmaschine am Canal de Bourgogne, später kamen Diesel-Zugmaschinen, vor allem des Nutzfahrzeugherstellers Latil, und ab den 1930er Jahren am Ostabschnitt des Canal de la Marne au Rhin auch gummibereifte elektrische Zugmaschinen zum Einsatz.
In den 1920er Jahren erhielten alle bedeutenden Binnenschifffahrtswege der Region Nord-Pas-de-Calais Treidelbahnen. 1926 wurde die Compagnie Générale de Traction sur les Voies Navigables (CGTVN) gegründet, die die Aktivitäten mehrerer bis dahin unabhängiger Betreiber bündelte. Ab 1931 wurden am Canal de la Marne au Rhin auch in Lothringen und dem Elsass Treidelbahnen angelegt.
Noch 1936 entstand bei Demange-aux-Eaux eine elektrische Bahn zum Ziehen der Péniches auf dem Canal de la Marne au Rhin. Da die Lokomotiven in Mehrfachtraktion verkehren konnten, erhielten sie Zug- und Stoßeinrichtungen (Schraubenkupplungen und Puffer).
Mit dem Aufkommen der Motorschiffe schwand die Bedeutung der Treidelbahnen und die Anlagen wurden stillgelegt. Am Schiffshebewerk Niederfinow kam letztmals im April 1978 eine Treidellokomotive zum Einsatz.

Chevaux électriques in Courchelettes
Treidelzugmaschine am Canal de Bourgogne, 1911

## Technik
Treidelbahnen sind spezialisierte Systeme, die nicht mit dem übrigen Eisenbahnnetz verbunden sind. Diese meist schmalspurigen Gleisanlagen verlaufen entlang des Wasserweges und sind mit allen notwendigen Einrichtungen ausgestattet, um die auf der Bahn eingesetzten Fahrzeuge zu betreiben, abzustellen und zu warten. Neben Lokomotivschuppen waren bei dampfbetriebenen Bahnen auch Einrichtungen zum Bekohlen und Wassernehmen der Lokomotiven erforderlich. Bei elektrischen Bahnen hingegen sind Oberleitungen und Unterwerke notwendig, um die Lokomotiven mit Strom zu versorgen.

## Treidelbahnen (Auswahl)

### Teltowkanal
Am 2. Juni 1906, kurz nach der Fertigstellung des Teltowkanals, wurde die dazugehörende Treidelbahn in Anwesenheit Kaiser Wilhelms II. feierlich eröffnet. Das Treideln diente dem Schutz der sandigen Sohle und des Ufers sowie der Vermeidung von Rauchbelästigung durch Schleppschiffe. Zunächst wurde, einem Vorschlag der Firma Siemens & Halske für elektrischen Betrieb folgend, eine rund 1,3 Kilometer lange Versuchsstrecke innerhalb der unteren Kanalhaltung von Albrechts Teerofen bis zum Griebnitzsee errichtet.
Die Bahn umfasste zwei Abschnitte mit insgesamt 26 Elektrolokomotiven, größtenteils mit nur einem Führerstand. Vom oberen Ende des Griebnitzsees bis zur Schleuse Kleinmachnow wurde auf rund 5 Kilometer Länge getreidelt. Auf der Höhe des Machnower Sees war die Weiterführung der Eisenbahntrasse aufgrund des unwegsamen Geländes nicht möglich. Die Schiffe wurden dort vom elektrisch betriebenen Schleppschiff Teltow weitergezogen. Die zweite Treidelstrecke führte vom Machnower See bis zur oberen Kanalmündung bei Grünau und war ca. 28 Kilometer lang. Mit einer Spurweite von 1000 mm wurden die aus Vignolschienen gefertigten Gleise auf die beiderseitigen Leinpfade verlegt. Damit die Lokomotiven im Ringbetrieb verkehren konnten, überquerten sie an den Streckenendpunkten den Kanal auf Brücken. Weitere Brücken wurden über den Einfahrten der als Stichhäfen ausgeführten Hafenbassins angelegt.
Von den Zerstörungen im Zweiten Weltkrieg blieb auch die Treidelbahn nicht verschont. Sowjetische Besatzungstruppen wurden zwischen 1949 und 1952 mit der Demontage und dem Abtransport der Überreste betraut. Nur die Fahrzeuge mit den Nummern 2 und 26 blieben erhalten. Nr. 2 ist heute an der Emil-Schulz-Brücke als Denkmal aufgestellt, Nr. 26 ist im Deutschen Technikmuseum Berlin ausgestellt.

Teltowkanal mit Treidelbahn, 1912
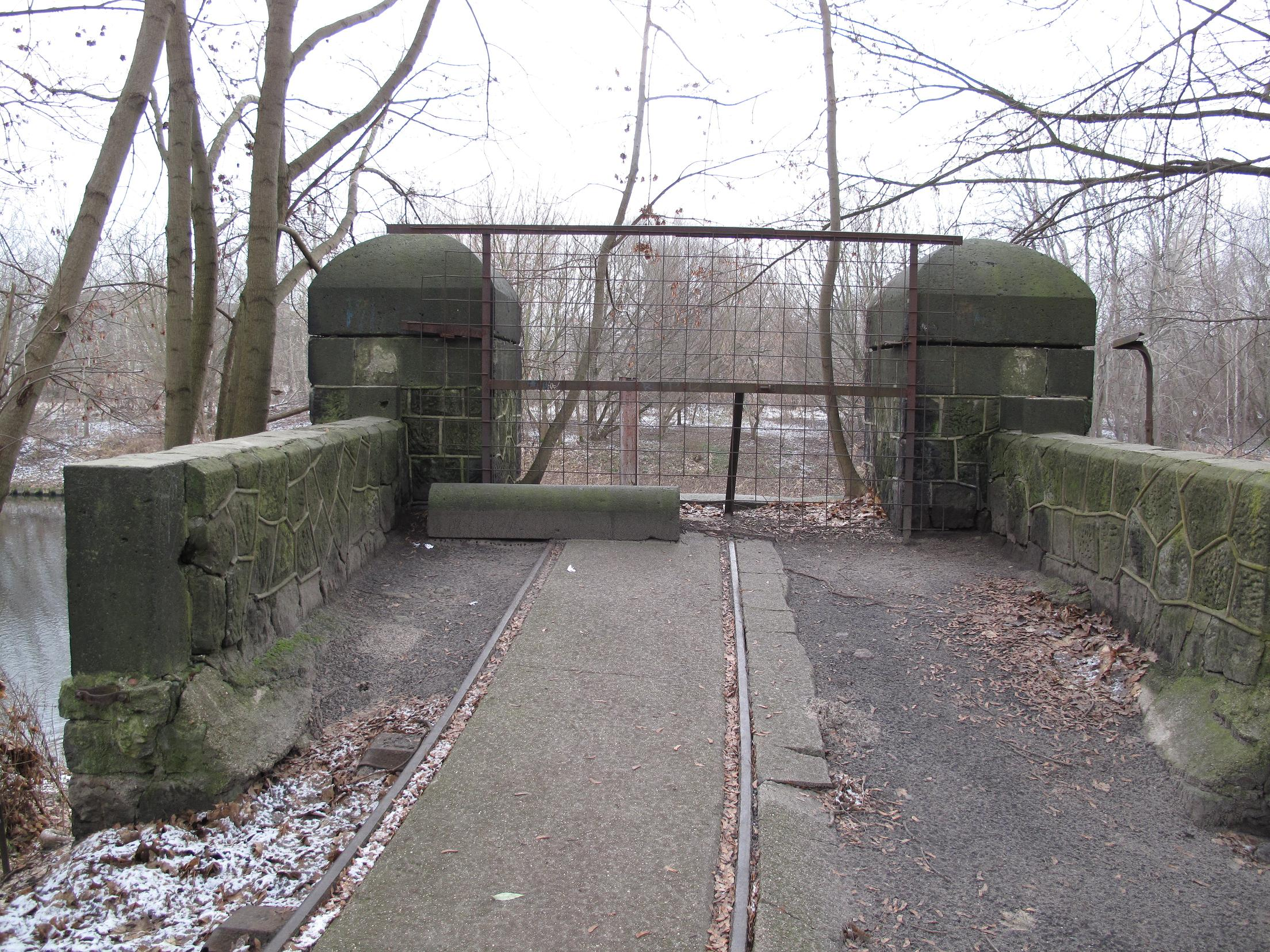
Brückenkopf der ehemaligen Teltow-Werft-Brücke mit Schienen der Treidelbahn

### Schleusentreppe Arzviller
Die Schleusentreppe Arzviller am Canal de la Marne au Rhin wurde 1969 durch das Schiffshebewerk Saint-Louis/Arzviller ersetzt und außer Betrieb genommen. Teile der Treidelbahn sind noch erhalten.

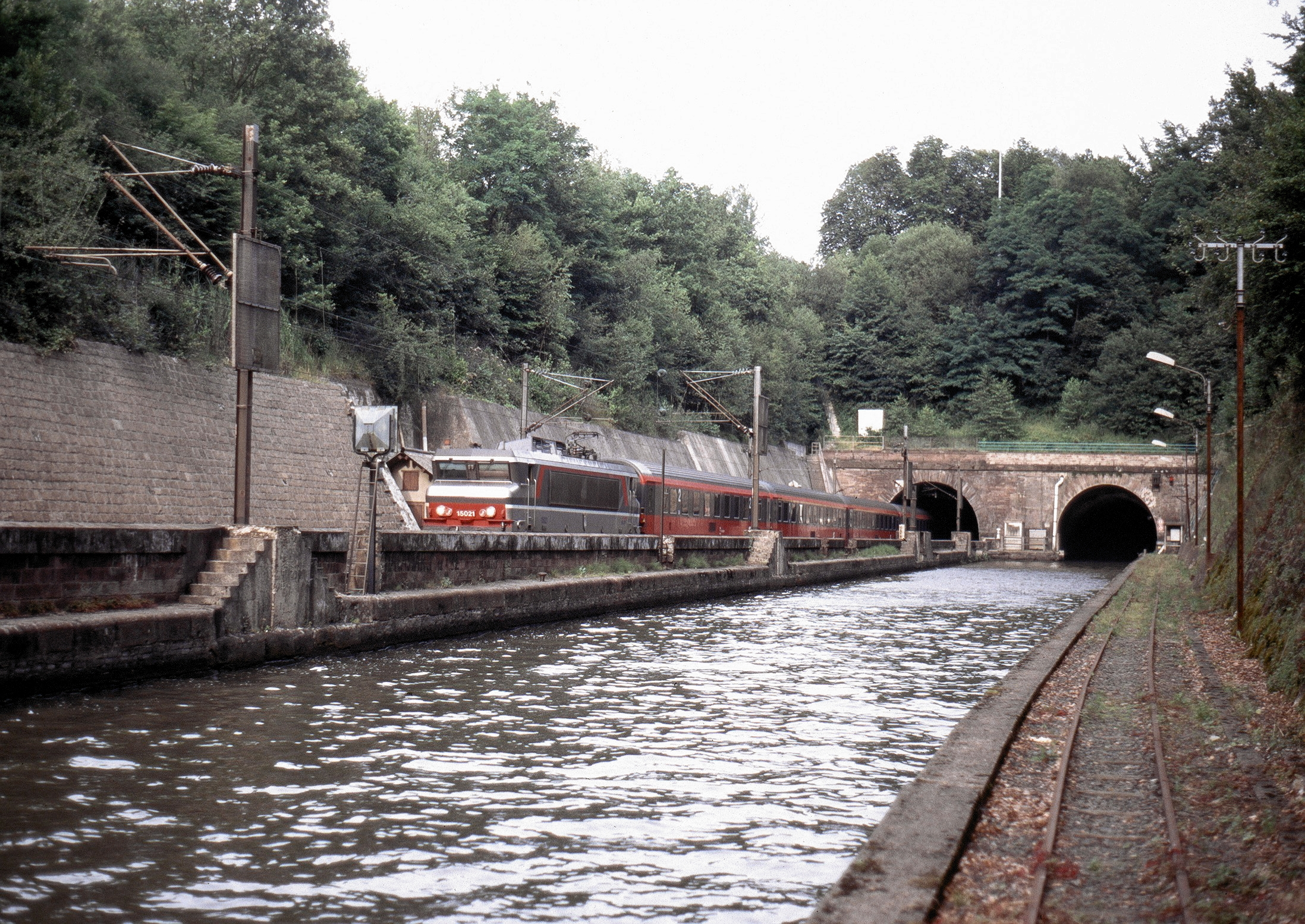
Treidelbahngleis (Spurweite 600 mm) bei Arzviller am Canal de la Marne au Rhin
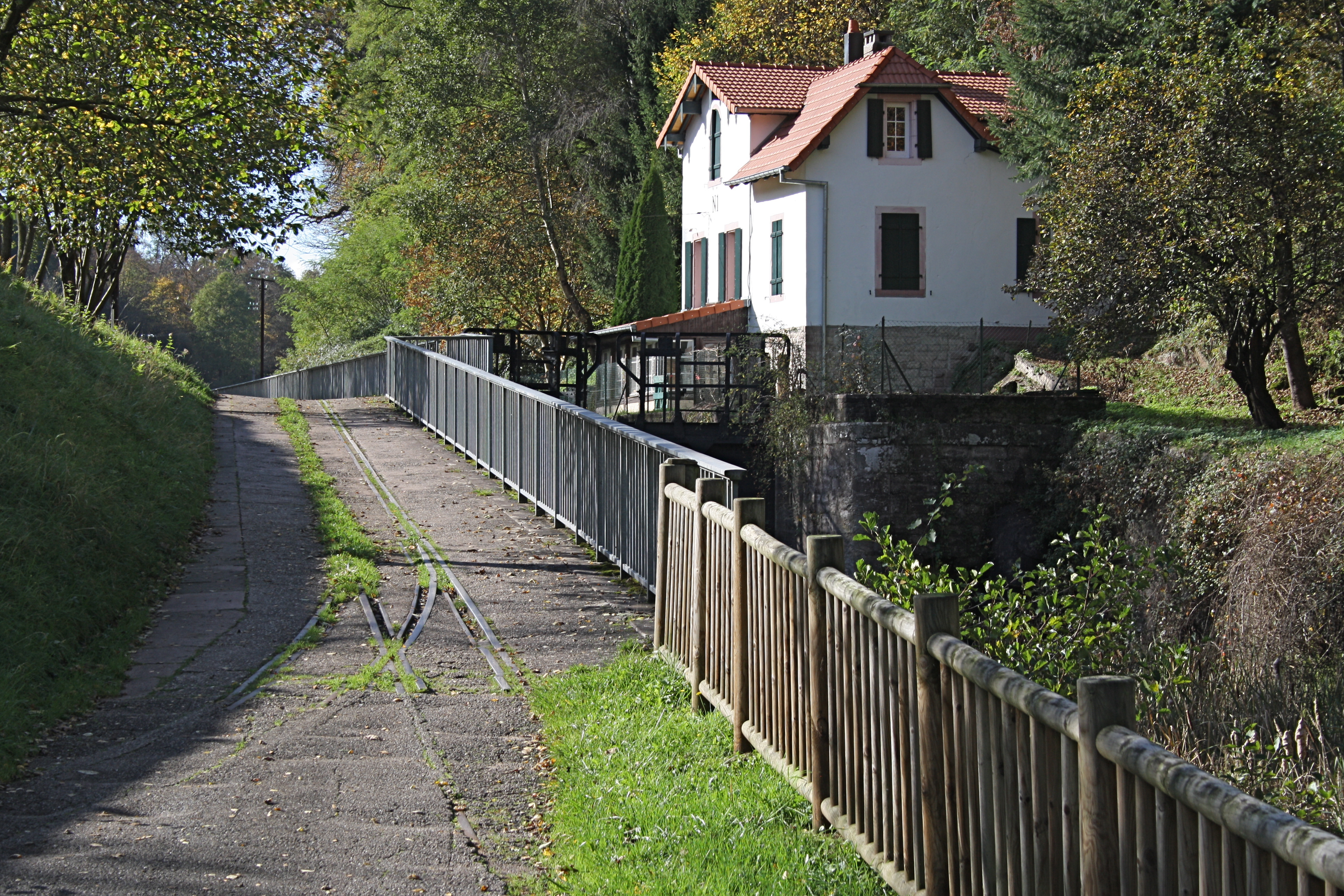
Weiche der Treidelbahn an der Schleuse 1 der Schleusentreppe Arzviller
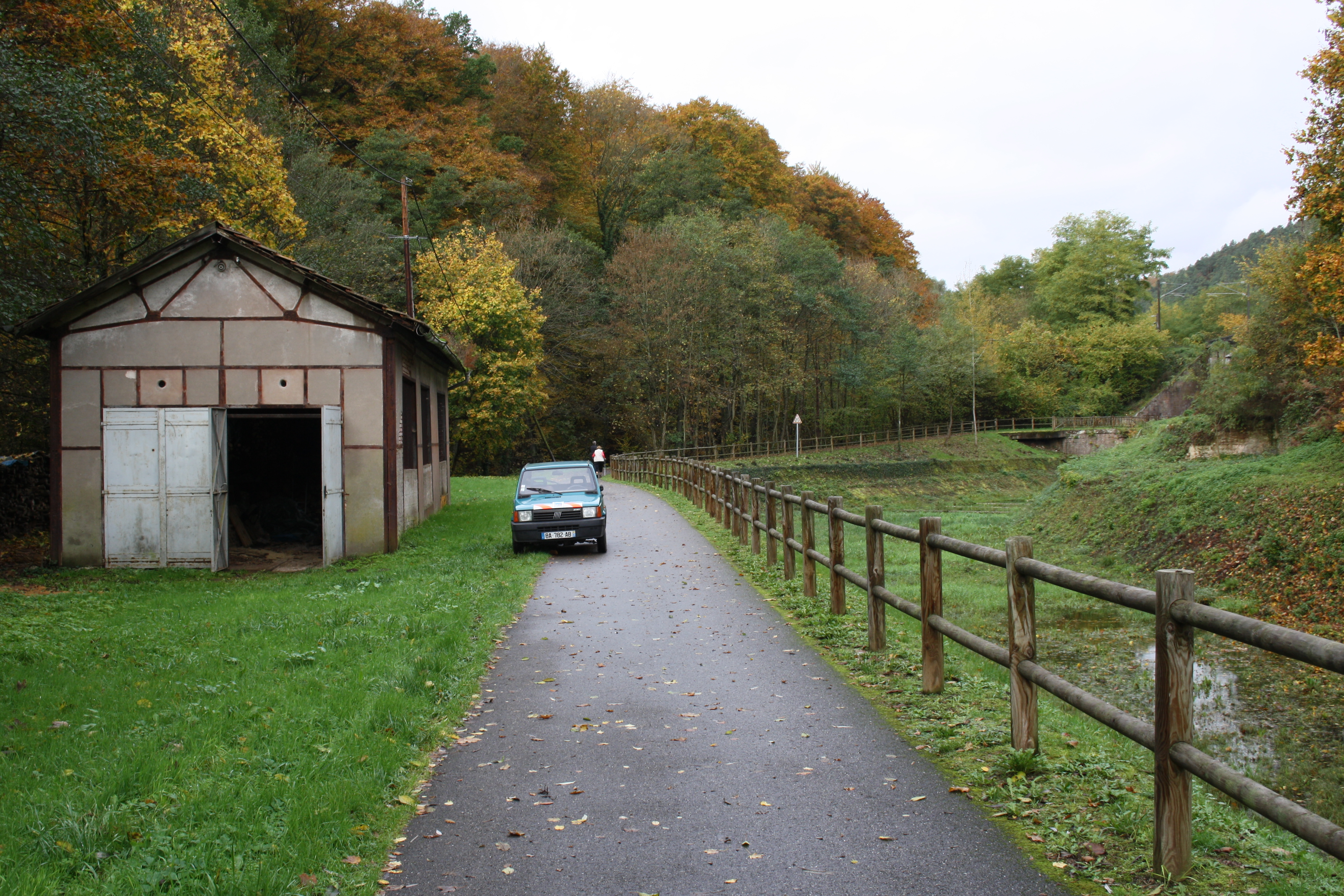
Lokomotivschuppen der Treidelbahn an der Schleusentreppe Arzviller
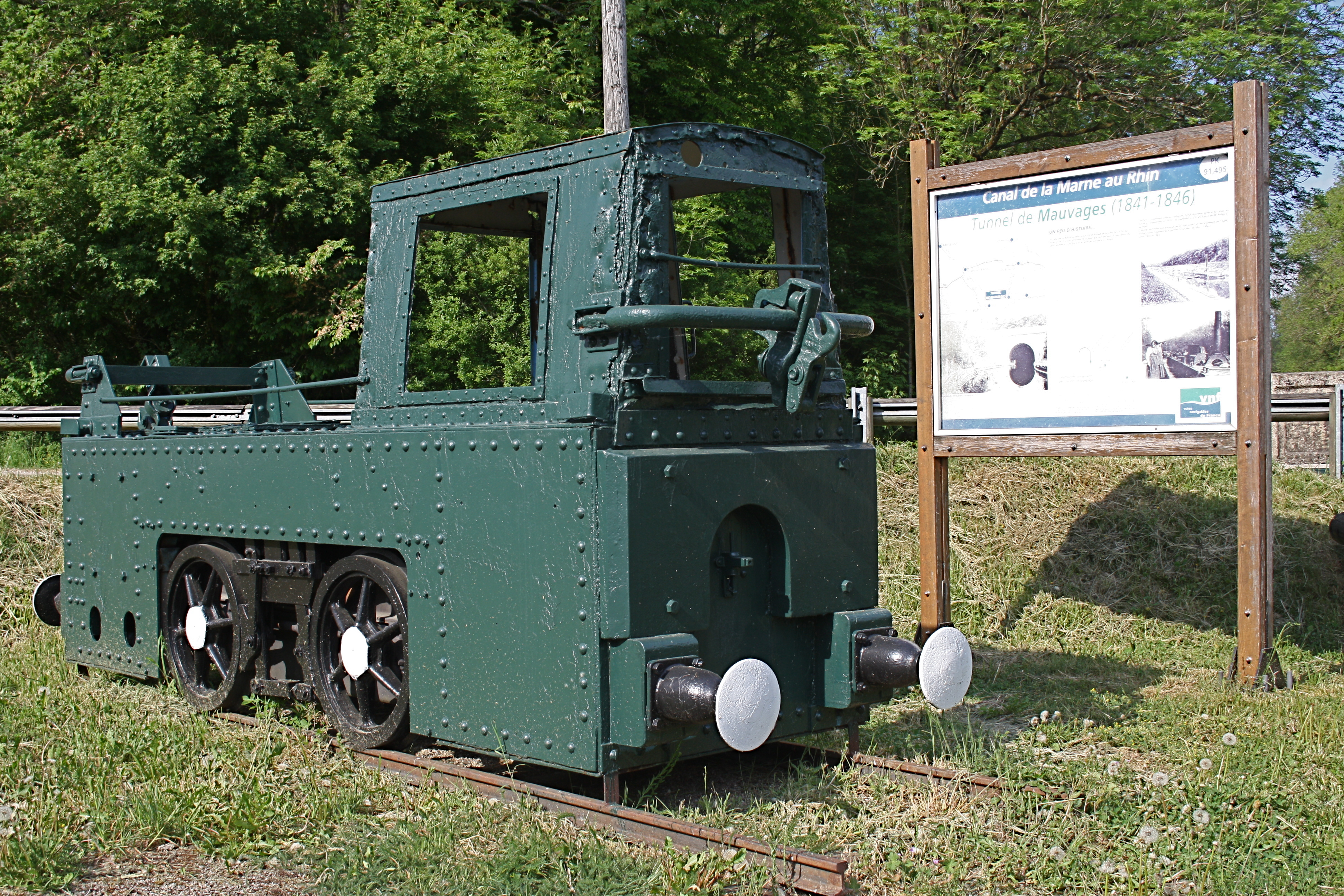
Französische Treidellok von Applevage bei Demange-aux-Eaux
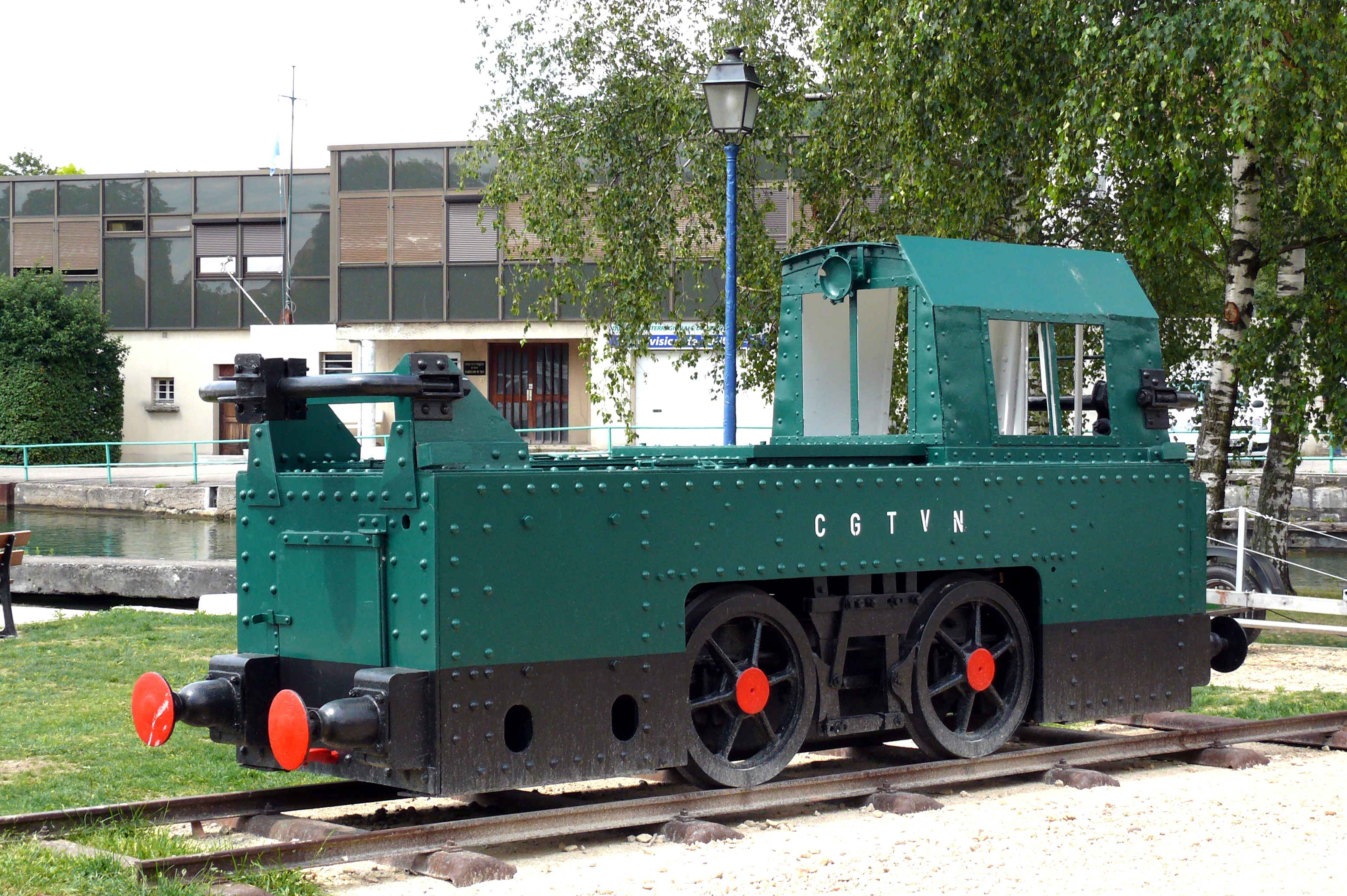
Treidellok mit dem Schriftzug der C.G.T.V.N. in Toul

### Canal Liège-Maastricht
Am belgischen Kanal von Lüttich (Liège) nach Maastricht existierte eine Treidelbahn, deren Lokomotiven mit Dreiphasenwechselstrom betrieben wurden.

### Miami and Erie Canal
Anfang des 20. Jahrhunderts erhielt der Miami and Erie Canal in den USA eine Treidelbahn mit Regelspurweite. Die Motoren der 18 t schweren, zweiachsigen Lokomotiven wurden mit Dreiphasenwechselstrom gespeist. 1913 wurde der Kanal nach einem außergewöhnlichen Hochwasser aufgegeben.

### Panamakanal

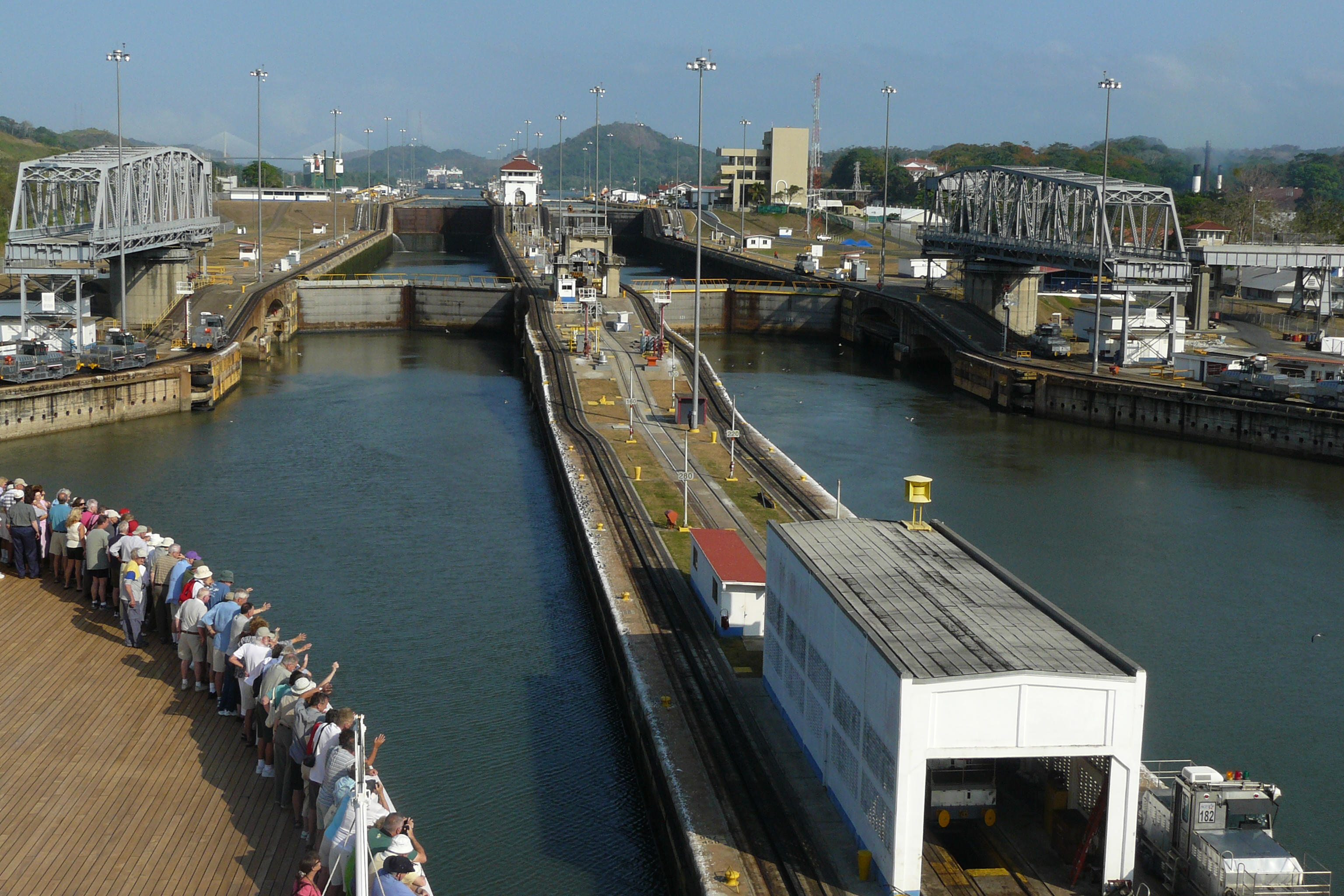
Miraflores-Schleusen des Panamakanals mit Zahnrad-Treidelbahnen

Als bekannteste Treidelbahnen der Welt gelten die Zahnradbahnen der Schleusen des Panamakanals. Deren Lokomotiven können auf bis zu 500 Promille steilen Rampen (entspricht einem Winkel von 26.565°) Seeschiffe von einer Schleusenkammer zur nächsten ziehen.